# Mitromorpha orcutti
Mitromorpha orcutti é uma espécie de gastrópode do gênero Mitromorpha, pertencente a família Mitromorphidae.